# Кабаселе, Натан
Натан Клемент Кабаселе (нидерл. Nathan Clement Kabasele; родился 14 января 1994 года Бельгия) — бельгийский футболист, нападающий.

## Клубная карьера
Кабаселе — воспитанник клуба «Андерлехт». 10 сентября 2010 года в матче против «Сент-Трюйдена» он дебютировал в Жюпиле лиге, заменив во втором тайме Мубарака Буссуфа. В начале 2012 года для получения игровой практики Натан на правах аренды перешёл в «Вестерло». 11 февраля в матче против «Ауд-Хеверле Лёвена» он дебютировал за новый клуб. В начале 2013 года Кабаселе вновь отправился в аренду. Его новым клубом стал итальянский «Торино», но дебютировать в Серии A, Натану так и не удалось.
Летом того же года Кабаселе присоединился на правах аренды к нидерландскому «Де Графсхап». 30 августа в матче против «Ден Босх» он дебютировал в Эрстедивизи. 16 ноября в поединке против «Ахиллес ’29» Натан забил свой первый гол за «Де Графсхап».
Летом 2014 года Кабаселе вернулся в «Андрелехт». 24 августа в матче против «Васланд-Беверен» он забил свой первый гол за родной клуб. По окончании сезона Натан вновь на правах аренды перешёл в «Де Графсхап», который к тому времени вышел в элиту. 11 августа 2015 в матче против «Херенвена» он дебютировал в Эредивизи. 31 октября в поединке против ПСВ Натан отличился впервые в высшем дивизионе Нидерландов. По окончании аренды Кабаселе вернулся в «Андерлехт».
В начале 2017 года Натан на правах аренды перешёл в «Мускрон-Перювельз». 21 января в матче против «Локерена» он дебютировал за новую команду. 18 февраля в поединке против «Васланд-Беверен» Кабаселе забил свой первый гол за «Мускрон-Перювельз». Летом того же года Натан окончательно покинул «Андерлехт» и подписал контракт с турецким «Газиантепом». 20 августа в матче против «Газиантепспора» он дебютировал в турецкой Суперлиге. 8 сентября в поединке против «Аданаспора» Кабаселе забил свой первый гол за «Газиантеп». В начале 2018 года Натан на правах аренды перешёл в «Юнион».